# Memphis Union Station
Memphis Union Station fue  una terminal de pasajeros en Memphis, Tennessee que sirvió como un centro entre los ferrocarriles del suroeste, Missouri Pacific Railroad y St. Louis Southwestern Railway, y los ferrocarriles del sureste, Louisville and Nashville Railroad, Nashville, Chattanooga y St. Louis Railway y Southern Railway. Terminada en 1912, fue construida en estilo Beaux-Arts y estaba ubicada en Calhoun Street, entre South Second Street y Rayburn Boulevard (ahora South Third Street). Fue derribada en 1969. Estaba ubicada en el sur de Memphis, aproximadamente a dos cuadras al este de la otra terminal ferroviaria importante de Memphis, la estación Grand Central de Memphis.

## Historia
Memphis Union Station Company fue constituida en Tennessee el 25 de septiembre de 1909 con el propósito de operar Union Station. La construcción de la estación comenzó en abril de 1910 y abrió para el servicio el 1 de abril de 1912. Fue diseñada por el arquitecto JA Galvin, con Walter F. Schultz como ingeniero de construcción. El diseño arquitectónico de la estación era motivo de orgullo para Memphis, y el edificio principal era la estructura de piedra más grande de la ciudad.
El propósito de la estación era unir las operaciones de pasajeros y expresas de las principales líneas ferroviarias que terminaban o viajaban a través de Memphis, principalmente entre el este y el oeste. El tráfico entre el norte y el sur generalmente lo realizaba el Illinois Central Railroad, cuyas operaciones en Memphis eran lo suficientemente grandes como para justificar una estación central separada dos cuadras al oeste de Union Station.
Las vías de la terminal tenían un diseño de extremo corto, lo que significa que todos los trenes tenían que regresar a la estación desde las vías de la línea principal a través de una estrella para llegar a las plataformas de la estación. La estación también tenía vías adicionales para el almacenamiento y servicio de automóviles de pasajeros, así como una rotonda y una plataforma giratoria, lo que permitía dar servicio a las locomotoras en el sitio.
Esta configuración cumplió el objetivo principal de las "líneas occidentales", como Cotton Belt (y su empresa matriz, Southern Pacific), Rock Island y Missouri Pacific estaban completamente ocupadas sirviendo a todas las puertas de enlace mencionadas anteriormente. Así pues, Memphis tenía muy poco interés para ellos como fuente de ingresos por pasajeros de larga distancia.
A medida que el tráfico de trenes de pasajeros disminuyó después de la Segunda Guerra Mundial, se realizaron estudios para consolidar todas las operaciones de trenes de Memphis en Union Station o Central Station. Sin embargo, los diversos ferrocarriles nunca pudieron ponerse de acuerdo sobre los arreglos de consolidación, y Memphis Union Station continuó en funcionamiento hasta principios de la década de 1960.

## Principales trenes de pasajeros con nombre
Varios trenes de pasajeros con nombre se detuvieron allí durante los años dorados del ferrocarril.
- Louisville y Nashville:
  - Colibrí a Cincinnati, Ohio
  - Panamericana (tren) a Cincinnati
- Misuri Pacífico:
  - Texas Eagle (a Laredo, Texas vía San Antonio, y otra sección a Galveston, Texas vía Houston)
- Ferrocarril de Nashville, Chattanooga y St. Louis:
  - Ciudad de Menfis a Nashville, Tennessee
- Ferrocarril del Sur:
  - Tennessee (a Washington D. C., a través de Huntsville, Alabama y Chattanooga, Tennessee )
- St. Louis y suroeste (cinturón de algodón):
  - Lone Star (a Dallas, Texas a través de Texarkana)
  - Morning Star (a Dallas a través de Texarkana)

## Cierre y derribo
St. Louis Southwestern Railway interrumpió el servicio de pasajeros a Memphis en octubre de 1952, y Nashville, Chattanooga y St. Louis Railway se fusionaron en Louisville and Nashville Railroad (L&N) en 1957, reduciendo efectivamente el número de inquilinos en Memphis Union Station de cinco a tres. A principios de 1964, Missouri Pacific Railroad notificó que su último tren de pasajeros que servía a Memphis se trasladaría de Union Station a una antigua estación de carga en el oeste de Calhoun Street. Missouri Pacific se benefició de ser una corporación extranjera (que no hace negocios en Tennessee) en Tennessee, una vez que se escuchó su petición ante la Comisión de Comercio Interestatal (ICC) para cesar la operación del servicio de pasajeros a Memphis, podría basarse en un precedente legal (como cuando Gulf, Mobile & Ohio, finalizó el servicio al sur de St. Louis y, por lo tanto, anuló su acuerdo conjunto para financiar Union Station de Nueva Orleans) para anular su acuerdo conjunto para respaldar la operación de Memphis Union Station.
Los dos ferrocarriles arrendatarios restantes no estaban dispuestos a asumir la carga total del mantenimiento y la operación de la estación, ya que los ingresos restantes de pasajeros y carga expresa de estos transportistas en Memphis generaron muchos menos ingresos de los que requería la operación continua de la estación.. Louisville y Nashville Railroad hicieron arreglos para convertirse en inquilinos en la estación central de Memphis, y Southern Railway regresó a su antigua estación de carga en Lauderdale Street. La estación se cerró el 1 de abril de 1964, cincuenta y dos años después del día en que abrió con gran fanfarria.
Se produjo una batalla judicial prolongada, en la que la ciudad de Memphis afirmó que Union Station había sido abandonada sin la aprobación de la Comisión de Servicios Públicos de Tennessee. Después de que los tribunales de apelaciones fallaran en contra de los ferrocarriles, tanto L&N como Southern se vieron obligados a reabrir parte de Union Station el 1 de diciembre de 1966. Missouri Pacific había descontinuado con éxito su último servicio de pasajeros de Memphis, un tren de conexión de Memphis a Little Rock, en agosto de 1965 y, por lo tanto, no se vio afectado por la orden de reabrir Memphis Union Station.M
El tráfico de pasajeros hacia Memphis tanto en L&N como en Southern era insignificante, y el gasto adicional de reabrir Union Station hizo que ambas líneas iniciasen procedimientos de interrupción del tren. Estos esfuerzos finalmente tuvieron éxito, y Union Station se cerró nuevamente por segunda y última vez el 30 de marzo de 1968, luego de la salida del último tren de pasajeros de Southern Railway de Memphis. La propiedad de Memphis Union Station se vendió al Servicio Postal de los Estados Unidos para la construcción de una nueva instalación de clasificación de correo, y la estación fue demolida en febrero de 1969.